# Méry-sur-Marne
Méry-sur-Marne ist eine französische Gemeinde mit 683 Einwohnern (Stand: 1. Januar 2022) im Département Seine-et-Marne in der Region Île-de-France. Sie gehört zum Arrondissement Meaux und zum Kanton La Ferté-sous-Jouarre. Die Einwohner werden Merycards genannt.

## Geographie
Méry-sur-Marne liegt etwa 21 Kilometer ostnordöstlich von Meaux in einem Bogen der Marne, die die Gemeinde im Süden begrenzt. Umgeben wird Méry-sur-Marne von den Nachbargemeinden Sainte-Aulde im Norden und Nordwesten, Bézu-le-Guéry im Norden, Nanteuil-sur-Marne im Osten und Nordosten sowie Saâcy-sur-Marne im Süden und Osten sowie Luzancy im Westen.

## Bevölkerungsentwicklung
| Jahr                       | 1962 | 1968 | 1975 | 1982 | 1990 | 1999 | 2006 | 2017 |
| Einwohner                  | 286  | 363  | 374  | 378  | 492  | 483  | 581  | 670  |
| Quellen: Cassini und INSEE |      |      |      |      |      |      |      |      |

## Sehenswürdigkeiten

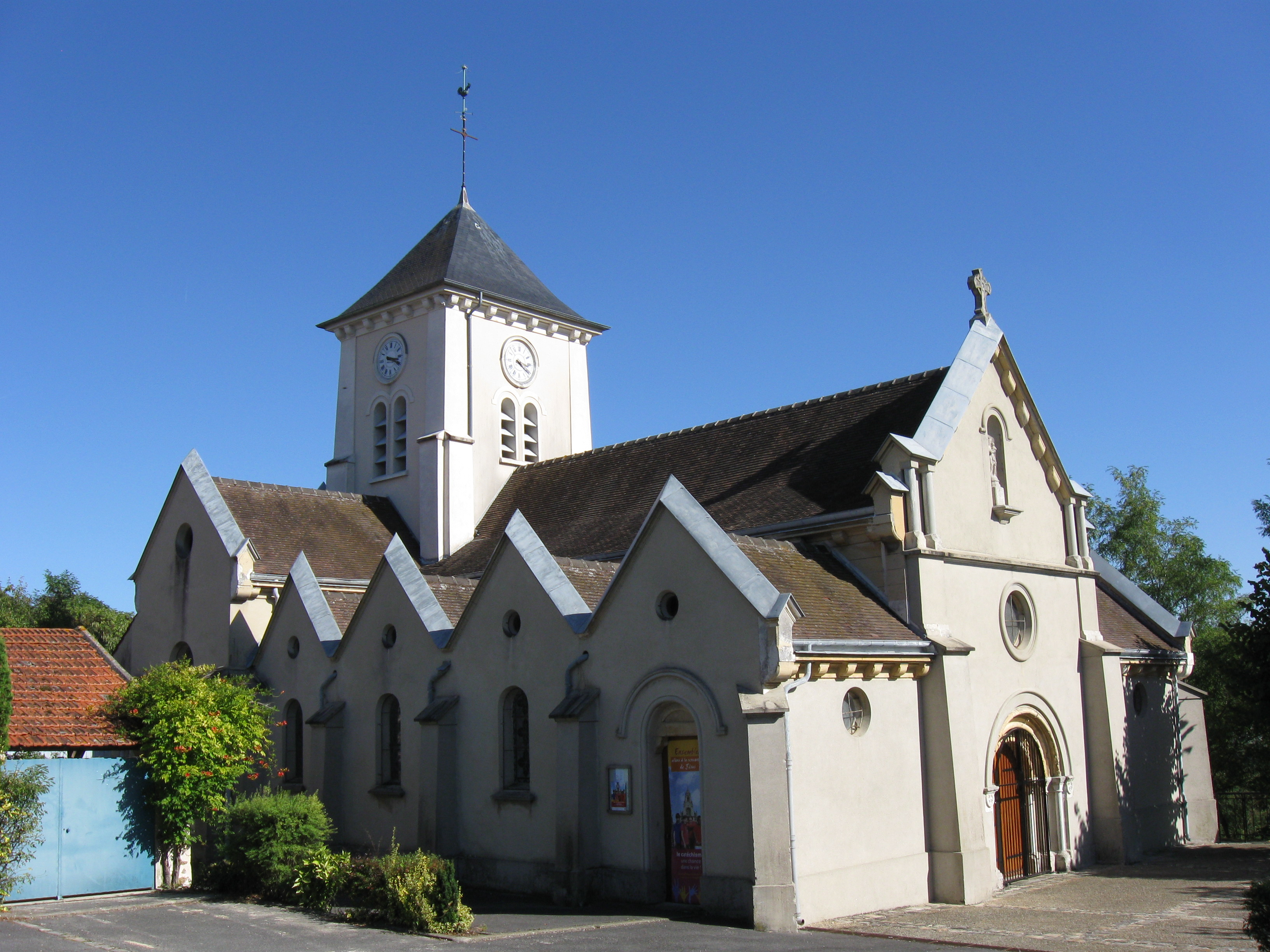
Kirche Saint-Rémy

- Kirche Saint-Rémy